# Opstand van 31 mei en 2 juni 1793

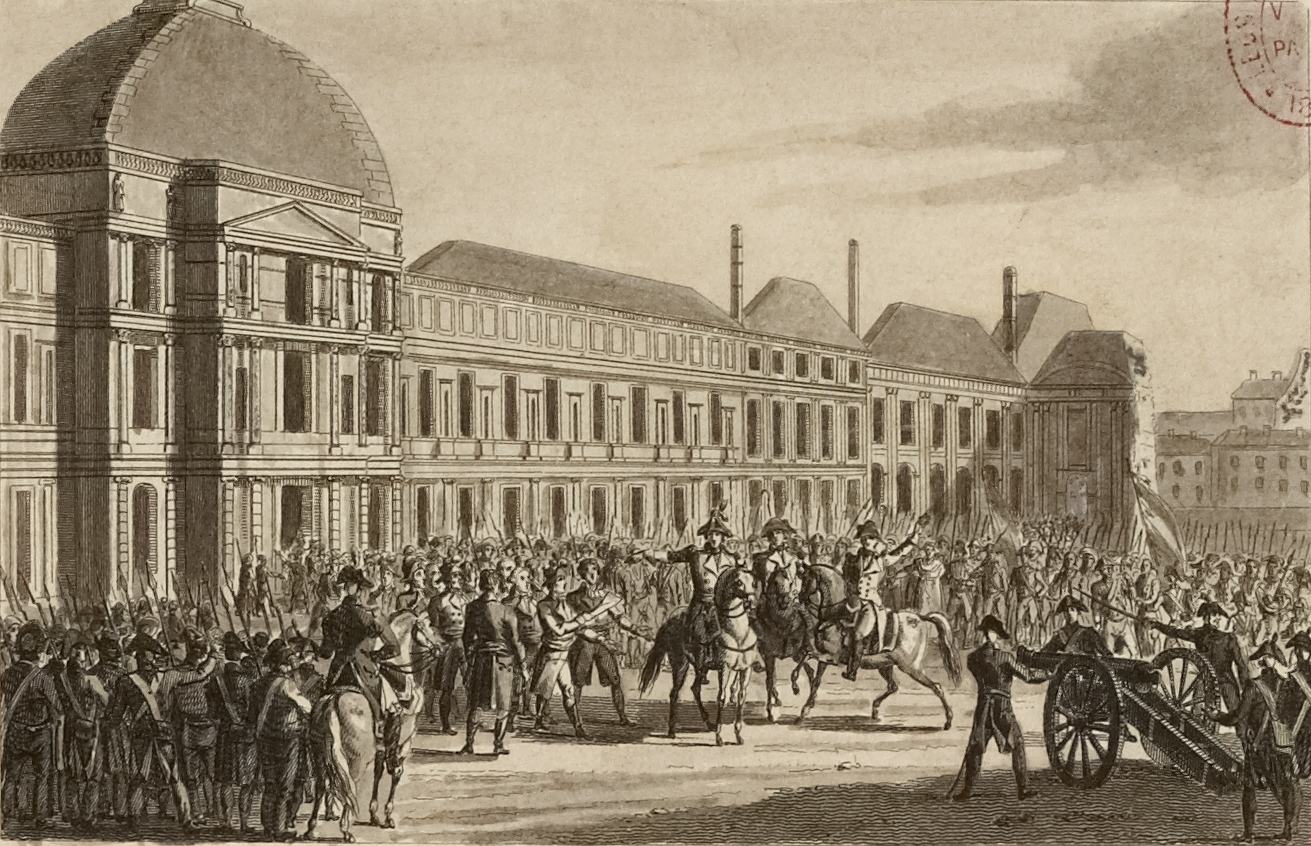
2 juni: de uit het Tuilerieënpaleis komende Conventie ingesloten door sansculotten en bedreigd door de nationale garde.

De opstand van 31 mei en 2 juni 1793 was een revolte van sansculotten, bijgestaan door de nationale garde, die de girondijnse meerderheid in de Nationale Conventie uitschakelde en zo de Convention montagnarde inluidde. Met de Bestorming van de Bastille (1789) en de Bestorming van de Tuilerieën (1792) is het een van de drie grote journées van de Franse Revolutie, dagen waarop een volksmassa het heft in handen nam. Door hun actie van 1793 doorbraken de opstandelingen de constitutionele impasse in de Conventie en lieten ze de jakobijnen toe een reeks ingrijpende maatregelen te treffen, waaronder het aannemen van de democratische grondwet van 1793. Buiten Parijs werd afkeurend gereageerd op deze machtsgreep van de hoofdstedelijke volksklassen. Sommige plaatsen grepen zelf naar de wapens in de Federalistische Opstanden, die werden neergeslagen. 

## Aanloop
Het constitutionele debat in de jonge Franse Republiek zat in het voorjaar van 1793 in het slop. De context was gespannen: werkloosheid, inflatie, nieuwe voedselschaarste, verdenkingen van verraad, haat tussen partijen, en vrees voor een contrarevolutie en een militaire nederlaag. Het bekendraken van het verraad van Dumouriez op 1 april 1793 verscherpte het conflict tussen de Gironde, die op de oorlog had aangestuurd, en de Montagne. Een groot twistpunt was het te voeren economische beleid. Waar de girondijnen vasthielden aan het economisch liberalisme, eisten de zogenaamde enragés taxatie, het opvorderen van voedsel, publieke bijstand aan behoeftigen en vrijwilligersfamilies, en een keiharde aanpak van hamsteraars en verdachten. Deze beweging werd belichaamd door Jacques Roux en Jean-François Varlet in Parijs, door Taboureau in Orléans, en door Chalier en Leclerc in Lyon.
Op 3 april vroeg Robespierre dat de Conventie de medeplichtigen van Dumouriez, "en in het bijzonder Brissot", in beschuldiging zou stellen. Op 5 april verzocht de jakobijnse club, voorgezeten door Marat, alle aangesloten verenigingen om het ontslag te eisen van de afgevaardigden die tijdens de berechting van Lodewijk XVI het appel au peuple hadden gesteund, waarmee ze de uitgesproken doodstraf hadden willen onderwerpen aan een plebisciet. Van de weeromstuit stemde de Conventie op 13 april, op voorstel van Guadet, de inbeschuldigingstelling van Marat (met 226 stemmen voor en 93 tegen en 47 onthoudingen). Het Revolutionair tribunaal sprak hem op 24 april vrij.
Op 15 april dienden 35 van de 48 revolutionaire secties van Parijs een petitie in bij de Conventie om de terugtrekking van 22 girondijnse afgevaardigden te eisen. Terwijl Robespierre op 24 april een wet voorstelde die eigendom ondergeschikt zou maken aan maatschappelijk nut, bracht de Gironde het debat op de sociale kwestie en in het bijzonder op de dreiging van "anarchisten" en van de "agrarische wet". Vooral Pétion mobiliseerde rond dit thema en op 3 mei, na een betoging van tienduizend sansculotten, riep hij de gematigden op om weer controle te nemen over de algemene vergaderingen van de secties.
Op 9 mei stuurden de secties van Bordeaux, gedomineerd door de koopmansbourgeoisie, een waarschuwing uit tegen de "anarchisten", en in Nantes gebeurde hetzelfde. In Marseille werden de vertegenwoordigers op missie op 29 april verdreven en werd een algemeen comité van de secties gevormd, dat de sansculotten en jakobijnen begon te vervolgen. In Lyon wierpen gematigden en royalisten op 29 mei het stadsbestuur van montagnards omver. Chalier werd gevangengezet en op 17 juli onthoofd.
In Parijs hekelde Guadet op 18 mei de Commune, het Parijse stadsbestuur. Hij omschreef ze als een "anarchistische overheid, hebberig naar zowel geld als overheersing" en stelde voor ze met onmiddellijke ingang te ontbinden. Er werd die dag een buitengewone Commissie van Twaalf ingesteld, die alle recente besluiten van de Commune en de secties moest onderzoeken, alsook complotten tegen de vrijheid. Deze commissie, die alleen uit girondijnen bestond, beval op 24 mei de arrestatie van de journalist Hébert, en van Varlet en Dobsen. Er volgde een gewelddadige strijd om de controle over de algemene vergaderingen en comité's van de secties.
Daags na de arrestatie van haar substituut-procureur Hébert, eiste de Commune zijn vrijlating. De brissotijnse Conventievoorzitter Isnard reageerde door Parijs met vernietiging te bedreigen als de volksvertegenwoordiging zou worden aangetast. De volgende dag riep Robespierre de jakobijnen op tot insurrectie. De sectie Cité nam op 28 mei het initiatief en riep de andere secties bijeen in het bisschoppelijk paleis om de opstand te organiseren. Dit leidde op 29 mei tot de vorming van het negenkoppige Comité de l'Évêché, dat 33 secties vertegenwoordigde. Varlet en Dobsen, die daags voordien waren vrijgekomen, maakten er deel van uit. Op 30 mei sloot het departementsbestuur zich aan bij de opstand en de volgende dag werd het organiserend orgaan uitgebreid tot 25 leden onder de nieuwe naam Comité central révolutionnaire.

## De opstand van 31 mei
Onder leiding van het Comité de l'Évêché ontvouwde zich op vrijdag 31 mei een opstand naar het model van de Bestorming van de Tuilerieën op 10 augustus 1792. Nadat de tocsin had geluid, gingen de leiders van de secties en de Commune rond 17 uur hun petitie presenteren in de Conventie, terwijl de menigte de omgeving innam (sinds enkele weken zetelde de Conventie in de Salle des Machines van het Tuilerieënpaleis). De petitie eiste de afzetting van de leiders van de Gironde, de afschaffing van de Commissie van Twaalf, de arrestatie van verdachten, de zuivering van de administratie, de oprichting van een revolutionair leger, de toekenning van het stemrecht aan alleen sansculotten, de vaststelling van de prijs van brood op 3 cent dankzij een belasting op de rijken, en het verlenen van openbare bijstand aan ouderen, zieken en de vrijwilligersfamilies. Op verslag van Barère in naam van het Comité de salut public, en niettegenstaande een tussenkomst van Robespierre, beperkte de Conventie zich tot het opheffen van de Commissie van Twaalf.

## De opstand van 2 juni

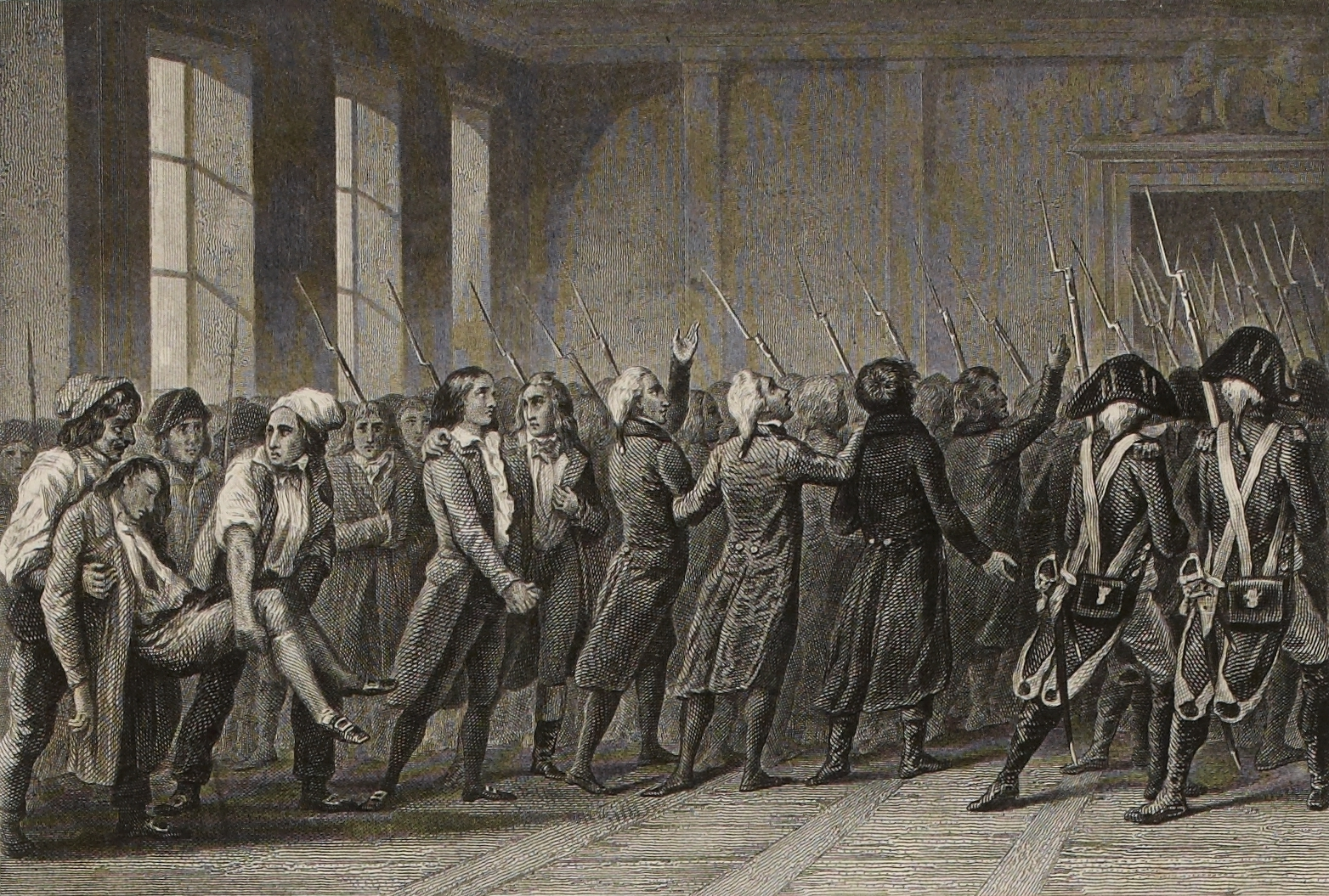
Arrestatie van de girondijnen

Op zondag 2 juni volgde het tweede bedrijf van de opstand. Het revolutionaire comité bracht 80.000 mensen op de been en trok onder begeleiding van de nationale garde naar de Conventie, waar een deputatie ging vragen om de onmiddellijke arrestatie van de girondijnse leiders. Na een verward debat volgde de hele Conventie haar voorzitter Hérault de Séchelles naar buiten in een poging om zich een doorgang te forceren. Als enige reactie beval Hanriot zijn nationale garde: "Kanonniers aan jullie stukken!" 
Verslagen keerde de Conventie terug naar de vergaderzaal. Op voorstel van Georges Couthon keurde ze de afzetting goed van 22 geviseerde afgevaardigden, alsook van de leden van het Comité van Twaalf en van de ministers Clavière en Lebrun-Tondu. Nadat Boyer-Fonfrède en Saint-Martin-Valogne van de lijst waren geschrapt op verzoek van Legendre, en Ducos, Dussaulx en Lanthenas op verzoek van onder meer Couthon en Marat, waren het uiteindelijk de ministers Clavière en Lebrun-Tondu en 29 afgevaardigden van de Gironde die werden verwijderd en huisarrest kregen opgelegd: Barbaroux, Birotteau, Brissot, Buzot, Chambon, Gensonné, Gorsas, Grangeneuve, Guadet, Lanjuinais, Lasource, Lehardy, Lesage, Lidon, Louvet, Pétion, Salle, Valazé, Vergniaud en tien leden van de Commissie van Twaalf (Bergoeing, Boilleau, Gardien, Gomaire, Kervélégan, La Hosdinière, Henry-Larivière, Mollevaut, Rabaut en Viger).

## Gevolgen

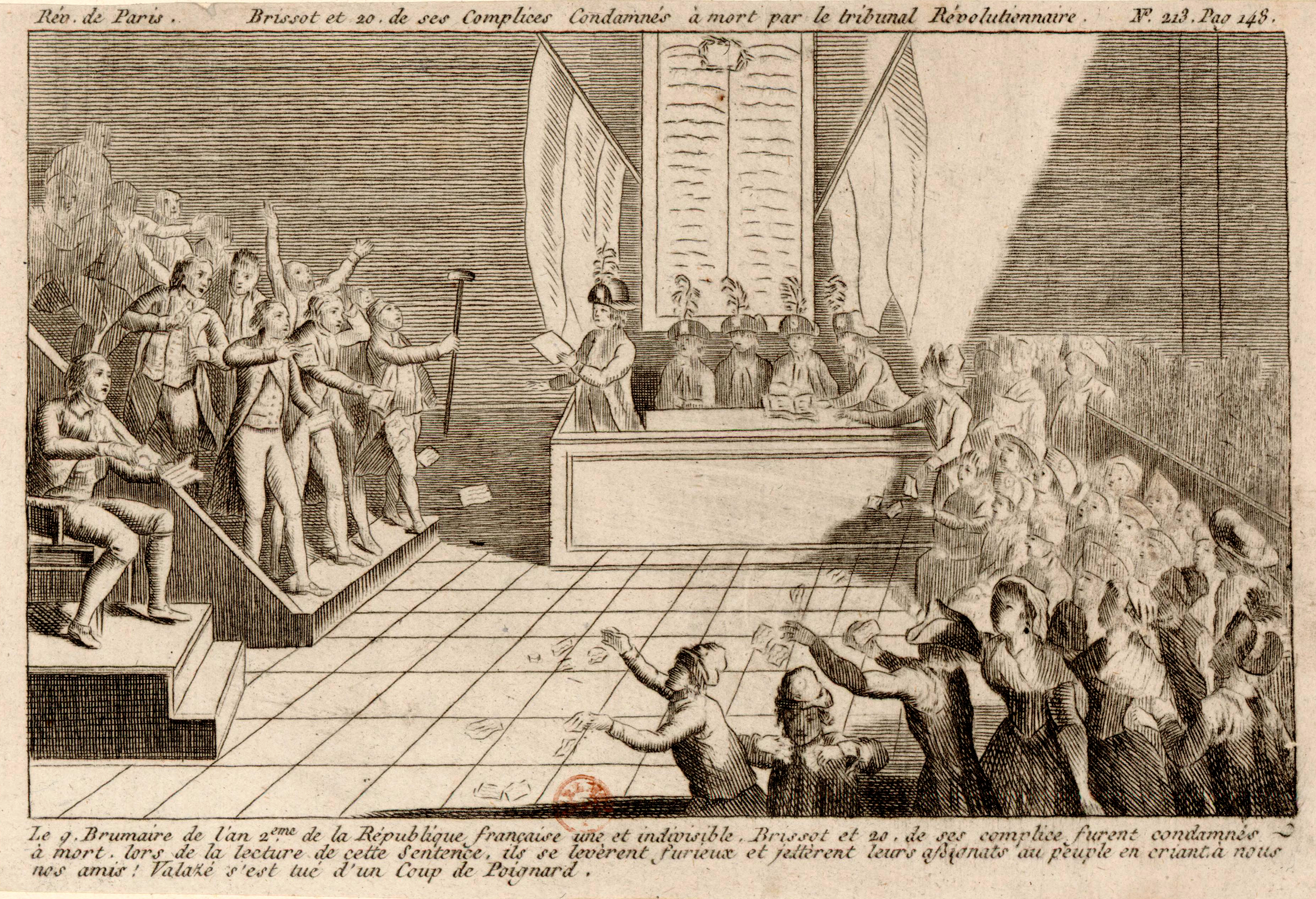
Brissot en twintig medeplichtigen ter dood veroordeeld door het Revolutionair tribunaal (prent uit 1793)

Verschillende girondijnen die onder huisarrest waren geplaatst, ontkwamen en organiseerden de federalistische opstanden in Normandië, Bretagne en het zuiden. Een groot aantal departementen en ook 75 conventionelen tekenden in de loop van de maand protest aan tegen de afgedwongen besluiten van 2 juni. Om de bezorgdheid over een dictatuur van de Parijse sansculotten weg te nemen, presenteerde Saint-Just op 8 juli een gematigd rapport over de vastgehouden of voortvluchtige afgevaardigden. Niettemin kregen 22 van hen op 30 oktober 1793 de doodstraf van het Revolutionair tribunaal. Anderen, zoals Lebrun-Tondu, waren nog voortvluchtig en volgden later.
Door de gekantelde machtsverhoudingen in de Conventie was de weg vrij om diverse sociaal-economische maatregelen te treffen. De wet van 3 juni 1793 bepaalde dat de goederen van de emigranten met het oog op verkoop zouden worden opgedeeld in kleine percelen en dat de kopers een afbetalingstermijn van tien jaar zouden krijgen. De privatisering van de gemene gronden werd geregeld op 10 juni, door een wet die de verdeling facultatief maakte en die voorschreef dat ze moest gebeuren in gelijke delen, bij lottrekking, en ook ten gunste van inwoners die geen eigenaars waren. Ten slotte schafte de wet van 17 juli alle feodale rechten definitief af zonder compensatie, in tegenstelling tot de hoge afkoopsommen die de eerdere afschaffing hadden vergezeld. De titels moesten worden gedeponeerd bij de griffie van de gemeenten om te worden verbrand. 
Ook op politiek-constitutioneel vlak ging het snel. De Conventie hief op 23 juni, op verzoek van Billaud-Varenne, de staat van beleg op. Op 24 juni werd op verslag van Hérault de Séchelles gestemd over de grondwet van 1793. Hij was vergezeld van een nieuwe Verklaring van de rechten van de mens en de burger, die niet raakte aan het eigendomsrecht maar wel het recht van opstand erkende. Na een plebisciet werd de grondwet op 10 augustus afgekondigd, maar de uitzonderingsmaatregelen begonnen zich te vermenigvuldigen en hij werd nooit toegepast. De Revolutie begon te evolueren richting Schrikbewind.
In de finale analyse was de opstand van 31 mei en 2 juni een overwinning voor de jakobijnen. Zij maakten gebruik van de sansculotten maar behielden het initiatief en bepaalden de politieke richting. De enragés, die radicale sociale maatregelen en directe democratie wensten, konden hun opvattingen niet laten zegevieren.